# Riccardo Carapellese
Riccardo Carapellese (Cerignola, 1922. július 1. – Rapallo, 1995. október 20.) olasz labdarúgócsatár.